# Insigne de combat terrestre de la Luftwaffe

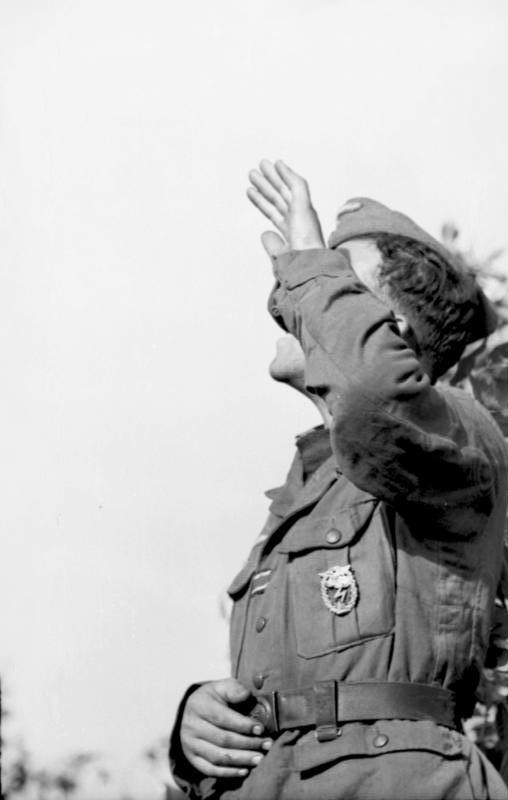
Soldat allemand portant l'insigne de combat terrestre de la Luftwaffe.

L'insigne de combat terrestre de la Luftwaffe (en allemand, Luftwaffen Erdkampfabzeichen), est une décoration militaire allemande du Troisième Reich. Elle fut créée le 31 mars 1942 pour récompenser de les membres des unités terrestres de la Luftwaffe ayant combattu aux côtés des troupes du Heer.

## Attribution
L'obtention de cet insigne était attribuée aux membres des divisions Hermann Göring, des parachutistes, des divisions de campagne de la Luftwaffe.
Il était attribué dans les conditions suivantes :
- Avoir participé à trois actions de combat distinctes qui se sont déroulées sur trois jours différents.
- Ou avoir été blessé au cours d'une action.
- Les personnels morts au combat étaient automatiquement décorés de cet insigne.
- Les militaires ayant déjà été décorés de insigne de combat d'infanterie, de l'insigne de combat général et de l'insigne de combat des blindés recevaient automatiquement celui en remplacement de l'ancien.

Des insignes numérotés 25, 50, 75 et 100 engagements ont été créés à la fin de la guerre mais furent peu décernés.
L'insigne a cessé d'être accordé à la fin du régime nazi en Allemagne en 1945.

## Description
L'insigne fut dessiné par l'artiste Sigmund von Weech (1888-1982), il est composé d'une couronne de feuilles de chêne ovale surmontées d'un aigle en vol tenant entre ses serres un swastika.
Le motif au centre représente un nuage d'où sort un éclair frappant un rocher.

## Port
L'insigne devait être porté sur la poche gauche de la veste (ou de la chemise) sous la croix de fer, si celle-ci est présente.

## Après-guerre
Conformément à la Loi sur les titres, ordres et décorations du 26 juillet 1957, le port de l'Insigne de combat terrestre de la Luftwaffe dans la version du Troisième Reich dans la République fédérale d'Allemagne a été autorisé, à condition que la Swastika (croix gammée) soit enlevée.